# Samuel Leipold
Samuel Leipold (* 1988) ist ein Schweizer Jazzmusiker (Gitarre, Komposition).

## Leben und Wirken
Leipold wuchs in Näfels im Schweizer Kanton Glarus in einer musikalischen Familie auf; mit zehn Jahren begann er mit klassischem Klavierunterricht und wechselte mit 15 Jahren zur Gitarre. Er studierte am Institut für Jazz und Volksmusik der Hochschule Luzern bei Roberto Bossard, Frank Möbus, Nils Wogram, Christy Doran, Chris Wiesendanger und Nat Su.
Seitdem arbeitete Leipold in der Schweizer Jazzszene. Aufnahmen entstanden ab 2012 mit Pirmin Huber, dem Lucerne Jazz Orchestra, u. a. bei dessen Kooperation mit Peter Zihlmann und Hayden Chisholm. Er gehört zum Swiss Jazz Orchestra und ist an dessen Produktionen mit Guillermo Klein und Christoph Irniger beteiligt. 2014 nahm Leipold sein Debütalbum Sieben kurze Stücke in Quartettbesetzung auf, inspiriert von den Klavierstücken des Schweizer Komponisten Arthur Honegger. 2021 legte er das Soloalbum Viscosity (QFTF) vor. Es sei «eines der befriedigendsten Solo-Gitarrenwerke» seit vielen Jahren und mache die manchmal abweisende Welt der Avantgarde auf seltsam einladende Weise zugänglich, schrieb Fred Grand im Jazz Journal. Anfang 2023 veröffentlichte er das Trioalbum Ostro (HatHut, 2023).
Des Weiteren spielt Leipold mit Ruedi Häusermann und Marco Käppeli und ist Mitglied von Martin Perrets Band L’Anderer. Im Bereich des Jazz war er laut Tom Lord zwischen 2012 und 2019 an zehn Aufnahmesessions beteiligt. 2019 erhielt Leipold den Förderpreis der Gemeinde Glarus Nord.

## Diskographische Hinweise
- Sieben kurze Stücke/Seven Short Songs (QFTF, 2014), mit Toni Bechtold, Lukas Traxel, Samuel Büttiker
- Sous-Entendus (QFTF, 2017), mit Toni Bechtold, Lukas Traxel, Samuel Büttiker, Samuel Leipold, Jürg Bucher, Luca Lo Bianco: Ostro (HatHut, 2023)[5]